# Geoturizam
Geoturizam je vrsta turizma kojom se podržavaju zemljopisna obilježja mjesta, te kultura, okoliš, baština i dobrobit stanovnika. 
Ovaj koncept javno je predstavljen 2002. u izvješču Travel Industry Association of America i National Geographic Traveler časopisa. Urednik časopisa National Geographic, Jonathan B. Tourtellot i njegova supruga Sally Bensusen, upotrijebili su ovaj termin kao odgovor na koncept koji obuhvaća šire područje od ekoturizma i sličnih oblika.
Kao i ekoturizam, geoturizam potiče načelo da prihodi od turizma pružaju mjesni poticaj da se zaštite turističke atrakcije. U isto vrijeme proširuje princip očuvanja prirode i ekologije u smislu ujedinjavanja svih karakteristika koje pridonose karakteristikama mjesta kao što su povijesne strukture, žive i tradicijske kulture, krajolici, kuhinja, umjetnost te lokalna flora i fauna. 
Geoturizam objedinjuje načela održivosti, ali bez štetnog utjecaja na etiku, te se kao takav fokusira na mjesto u cijelosti.

## Geoturizam u Hrvatskoj
Zbog svojih prirodnih bogatstva te geološke raznikolikosti, Hrvatska je idealno mjesto za razvoj geoturizma, koji je još u povojima ali ga se sve više aktivno promiče.

## Vanjske poveznice
- Geoturizam u Hrvatskoj  Arhivirana inačica izvorne stranice od 10. lipnja 2011. (Wayback Machine)
- National Geographic - About geotourism
- National Geographic Society - Geotourism Charter